# Johann Heinrich Gelzer
Johann Heinrich Gelzer (Schaffhausen, 1813. október 17. – Bázel, 1886. augusztus 16.) svájci történész, tanár, diplomata, publicista, Heinrich Gelzer édesapja.

## Életpályája
Történelmet és teológiát tanult Zürichben, Jénában, Halléban és Berlinben. 1839 és 1843 között Bázelban tanított irodalomtörténetet. 1844-től 1851-ig a Berlini Egyetemen vezette a történelem tanszéket és IV. Frigyes Vilmos porosz király tanácsadója volt.
1851-ben betegsége miatt lemondott tanári állásáról és visszatért Bázelbe, ahol 1853 és 1870 között kiadta a havonta megjelenő Protestantischen Monatsblätter für innere Zeitgeschichte-t.
1856-ban visszatért Berlinbe a svájci szövetségi tanács megbízásából, hogy közvetítsen a Neuchâtel kanton körüli konfliktusban. 1860-tól  I. Frigyes badeni nagyherceg egyik legfontosabb tanácsadója lett. Az államtanácsossá kinevezett Gelzer Németország politikai egységének érdekében működött, és elősegítette Poroszország és Baden egyesítését a legfontosabb kérdésekben.

## Főbb művei
- Die drei letzten Jahrhunderte der Schweizergeschichte (Aarau, 1838-1839, 2 kötet)
- Die zwei ersten Jahrhunderte der Schweizergeschichte (Basel, 1840)
- Protestantische Briefe aus Südfrankreich und Italien (Zürich, 1852, 2. kiad. 1868)
- Doktor M. Luther, der deutsche Reformator (Hamburg 1847-1850)
- Die neuere deutsche Nationalliteratur seit Klopstock und Lessing (2 kötet, 2. kiad.)